# Nati il 25 agosto

## XV secolo(4)
- 1452 - Bernardo Bellincioni, poeta italiano († 1492)
- 1467 - Francisco Fernández de la Cueva, nobile spagnolo († 1526)
- 1490 - Andrej di Starica, principe russo († 1537)
- 1491 - Innocenzo Cybo, cardinale italiano († 1550)

## XVI secolo(8)
- 1509 - Ippolito d'Este, cardinale e arcivescovo cattolico italiano († 1572)
- 1528 - Luis de Zúñiga y Requesens, militare, diplomatico e politico spagnolo († 1576)
- 1530 - Ivan IV di Russia, sovrano russo († 1584)
- 1540 - Catherine Grey, nobile britannica († 1568)
- 1561 - Johan Philip Lansberg, astronomo e prete olandese († 1632)
- 1573 - Elisabetta di Danimarca, principessa danese († 1625)
- 1585 - Giovanni Bilivert, pittore italiano († 1644)
- 1588 - Leonardo Foscolo, militare italiano († 1660)

## XVII secolo(18)
- 1605 - Filippo Maurizio di Hanau-Münzenberg, conte tedesco († 1638)
- 1609 - Sassoferrato, pittore italiano († 1685)
- 1612 - Filippo Maria Bonini, presbitero, scrittore e storico italiano († 1677)
- 1616 - Bernardo Cavallino, pittore italiano († 1656)
- 1619 - Gianfrancesco Maria de' Medici, nobile italiano († 1689)
- 1623 - Filippo Lauri, pittore italiano († 1694)
- 1624 - François d'Aix de La Chaise, gesuita francese († 1709)
- 1625 - Johann Philipp Bettendorff, gesuita, missionario e pittore lussemburghese († 1698)
- 1635 - Francesco Stringa, pittore italiano († 1709)
- 1636 - Louis Victor de Rochechouart de Mortemart, ammiraglio francese († 1688)
- 1640 - Enrico Haffner, pittore italiano († 1702)
- 1657 - Antonio del Giudice, nobile e ambasciatore italiano († 1733)
- 1671 - Guglielmo II d'Assia-Wanfried-Rheinfels, nobile tedesco († 1731)
- 1677 - Manuel d'Orléans, conte di Charny, generale francese († 1740)
- 1677 - Jean-Joseph Languet de Gergy, arcivescovo cattolico e teologo francese († 1753)
- 1678 - Jacques Caffieri, ebanista e scultore francese († 1755)
- 1691 - Alessandro Galilei, architetto italiano († 1737)
- 1694 - Theodor Stephan von Neuhoff, militare tedesco († 1756)

## XVIII secolo(42)
- 1707 - Luigi I di Spagna, re spagnolo († 1724)
- 1709 - Antonio Rinaldi, architetto italiano († 1794)
- 1713 - Vijaya Raghunatha Raya Tondaiman I, indiano († 1769)
- 1715 - Louis de Fabry, ammiraglio francese († 1794)
- 1715 - Luis González Velázquez, pittore spagnolo († 1763)
- 1719 - Louis-Alexandre de Cessart, ingegnere francese († 1806)
- 1719 - Charles-Amédée-Philippe van Loo, pittore francese († 1795)
- 1724 - George Stubbs, pittore britannico († 1806)
- 1726 - Giovanni Battista Alagona, vescovo cattolico italiano († 1801)
- 1726 - Benigno Zerafa, compositore maltese († 1804)
- 1730 - Francesco Saverio di Sassonia, principe tedesco († 1806)
- 1734 - Sebastiano Canterzani, matematico e fisico italiano († 1818)
- 1737 - Carlotta Guglielmina di Anhalt-Bernburg, nobile († 1777)
- 1738 - Giovanni Battista Borghi, compositore italiano († 1796)
- 1741 - Karl Friedrich Bahrdt, teologo e scrittore tedesco († 1792)
- 1744 - Johann Gottfried Herder, filosofo, teologo e letterato tedesco († 1803)
- 1750 - Luigi Ruffo Scilla, cardinale e arcivescovo cattolico italiano († 1832)
- 1752 - Ludovico Gallina, pittore italiano († 1787)
- 1752 - Karl Mack von Leiberich, feldmaresciallo austriaco († 1828)
- 1758 - Giuseppe Becherini, compositore, teorico musicale e organista italiano († 1840)
- 1758 - Giovanni De Baillou, naturalista, geografo e cartografo italiano († 1819)
- 1758 - Franz Teyber, organista e compositore austriaco († 1810)
- 1767 - Louis Antoine de Saint-Just, politico, rivoluzionario e giornalista francese († 1794)
- 1771 - Maria Emilia Fagnani Seymour-Conway, nobildonna inglese († 1856)
- 1777 - Girolamo Bardi, scienziato e pedagogista italiano († 1829)
- 1778 - Agostino Fapanni, agronomo e storico italiano († 1861)
- 1779 - Zanobi Maria da Firenze, missionario e vescovo cattolico italiano († 1824)
- 1780 - Louis Étienne Watelet, pittore francese († 1866)
- 1784 - George Eden, I conte di Auckland, politico inglese († 1849)
- 1784 - Guglielmo Manzi, letterato italiano († 1821)
- 1785 - Adam Wilhelm Moltke, politico danese († 1864)
- 1786 - Luigi Guglielmo Germi, politico italiano († 1870)
- 1789 - John Miers, botanico e ingegnere inglese († 1879)
- 1790 - Hans Birch Dahlerup, ammiraglio danese († 1872)
- 1790 - Louis-Prudent Douillard, architetto francese († 1869)
- 1790 - Nicola Maresca Donnorso di Serracapriola, diplomatico e politico italiano († 1870)
- 1791 - Christian Karl Josias von Bunsen, scrittore e diplomatico tedesco († 1860)
- 1793 - John Neal, scrittore e critico letterario statunitense († 1876)
- 1795 - Luis José de Orbegoso y Moncada, politico peruviano († 1847)
- 1796 - James Lick, mecenate statunitense († 1876)
- 1796 - Friedrich Ludwig Meissner, ginecologo e pediatra tedesco († 1860)
- 1797 - Henrik Hertz, scrittore e poeta danese († 1870)

## XIX secolo(148)
- 1803 - Luís Alves de Lima e Silva, militare e politico brasiliano († 1880)
- 1803 - Giuseppe Sappa, magistrato e politico italiano († 1873)
- 1804 - Henry Pelham, III conte di Chichester, nobile e ufficiale inglese († 1886)
- 1805 - Francesco De Lazara, nobile e politico italiano († 1866)
- 1806 - James Booth, matematico irlandese († 1878)
- 1806 - Aimé Levet, avvocato e politico francese († 1889)
- 1807 - Edoardo Castelli, politico italiano († 1873)
- 1807 - Narcisse Diaz, pittore francese († 1876)
- 1808 - Domenico Ferrari, patriota italiano († 1833)
- 1810 - Carlo Demaria, politico italiano († 1885)
- 1811 - August Gottfried Ritter, compositore e organista tedesco († 1885)
- 1812 - Nikolaj Nikolaevič Zinin, chimico russo († 1880)
- 1817 - Maria Eugenia di Gesù, religiosa francese († 1898)
- 1818 - Juan Álvarez de Lorenzana, politico e pubblicista spagnolo († 1883)
- 1819 - Allan Pinkerton, poliziotto, investigatore e agente segreto britannico († 1884)
- 1822 - Gardiner Greene Hubbard, avvocato e filantropo statunitense († 1897)
- 1825 - Louis-Gaston de Sonis, generale francese († 1887)
- 1825 - Charles de Groux, pittore, illustratore e incisore belga († 1870)
- 1826 - Pietro Minneci, patriota e scrittore italiano († 1873)
- 1828 - Konstantin Katakazi, diplomatico russo († 1890)
- 1829 - Carlo Acton, pianista e compositore italiano († 1909)
- 1831 - Ludwig von Gredler, militare austriaco († 1868)
- 1831 - Ludwik Mlokosiewicz, esploratore, zoologo e botanico polacco († 1909)
- 1836 - Gaetano Foschini, organista, compositore e direttore d'orchestra italiano († 1908)
- 1836 - Bret Harte, scrittore e poeta statunitense († 1902)
- 1837 - Jacob Maris, pittore olandese († 1899)
- 1840 - Eugène Trutat, fotografo, alpinista e naturalista francese († 1910)
- 1840 - João Zeferino da Costa, pittore brasiliano († 1915)
- 1841 - Emil Theodor Kocher, chirurgo svizzero († 1917)
- 1841 - Charles H. Sweetser, scrittore, giornalista e editore statunitense († 1871)
- 1842 - Édouard Louis Trouessart, zoologo francese († 1927)
- 1843 - Jean Allemane, politico francese († 1935)
- 1844 - Thomas Muir, matematico scozzese († 1934)
- 1845 - Luigi Del Moro, architetto italiano († 1897)
- 1845 - Juan Bautista Egusquiza, militare e politico paraguaiano († 1902)
- 1845 - Judith Gautier, scrittrice francese († 1917)
- 1845 - Ludovico II di Baviera, re tedesco († 1886)
- 1846 - Jean Martin Adam, missionario e vescovo cattolico francese († 1929)
- 1850 - Pavel Borisovič Aksel'rod, rivoluzionario russo († 1928)
- 1850 - Charles Robert Richet, medico e fisiologo francese († 1935)
- 1851 - Alessandro di Orange-Nassau, principe olandese († 1884)
- 1851 - Antonio Marinuzzi, storico e politico italiano († 1917)
- 1855 - Luigi Bozino, avvocato e dirigente sportivo italiano († 1939)
- 1855 - Hugo von Pohl, ammiraglio tedesco († 1916)
- 1857 - Hugo Charteris, XI conte di Wemyss, politico scozzese († 1937)
- 1859 - Agenore Socini, architetto e urbanista italiano († 1926)
- 1860 - George Fawcett, attore statunitense († 1939)
- 1860 - Gustave Surand, pittore e scultore francese († 1937)
- 1862 - Luis Arana, politico spagnolo († 1951)
- 1862 - Louis Barthou, politico francese († 1934)
- 1862 - Sergej Aleksandrovič Nilus, scrittore russo († 1929)
- 1865 - Piero Foscari, militare e politico italiano († 1923)
- 1865 - Ermanno Giglio-Tos, biologo e entomologo italiano († 1926)
- 1865 - Arthur Hinsley, cardinale e arcivescovo cattolico britannico († 1943)
- 1865 - Carl August Kronlund, giocatore di curling svedese († 1937)
- 1865 - Robert Lloyd Praeger, naturalista e storico irlandese († 1953)
- 1868 - Louis Auguste-Dormeuil, velista francese († 1951)
- 1868 - Nikolaos Levidīs, tiratore a segno greco
- 1868 - José Sevenants, pianista e compositore belga († 1946)
- 1868 - Yamada Bimyō, scrittore e critico letterario giapponese († 1910)
- 1869 - Emanuele Cacherano di Bricherasio, imprenditore e nobile italiano († 1904)
- 1869 - Tom Kiely, multiplista britannico († 1951)
- 1870 - Luigi Arsenio Brugnola, medico e politico italiano († 1943)
- 1870 - Joan Winch, tennista britannica († 1952)
- 1871 - Paolo Albera, vescovo cattolico italiano († 1943)
- 1871 - Oreste Ravanello, organista e compositore italiano († 1938)
- 1871 - Enrico Tellini, generale italiano († 1923)
- 1873 - Blanche Bates, attrice statunitense († 1941)
- 1873 - Giuseppe Bruni, chimico e politico italiano († 1946)
- 1873 - Lucia Sturdza-Bulandra, attrice e docente romena († 1961)
- 1874 - Augustine Kandathil, arcivescovo cattolico indiano († 1956)
- 1875 - Victor Campbell, militare e esploratore britannico († 1956)
- 1875 - Agnes Mowinckel, attrice e regista teatrale norvegese († 1963)
- 1876 - Eglantyne Jebb, attivista britannica († 1928)
- 1876 - Gino Parin, pittore italiano († 1944)
- 1877 - Burton L. King, regista, produttore cinematografico e attore statunitense († 1944)
- 1877 - Rollin S. Sturgeon, regista e sceneggiatore statunitense († 1961)
- 1878 - Ted Birnie, calciatore e allenatore di calcio inglese († 1935)
- 1878 - Slavko Kvaternik, generale e politico croato († 1947)
- 1878 - Murdock MacQuarrie, attore, regista e sceneggiatore statunitense († 1942)
- 1878 - Carlo Simoneschi, attore e regista italiano († 1955)
- 1879 - John Randolph Bray, animatore e fumettista statunitense († 1978)
- 1880 - Marcel Dohis, pistard francese
- 1880 - Rina Giachetti, soprano italiano († 1959)
- 1880 - Ede Herczog, arbitro di calcio e allenatore di calcio ungherese († 1959)
- 1880 - Otto Ludwig Naegele, illustratore e pittore tedesco († 1952)
- 1880 - Edoardo Rotigliano, avvocato e politico italiano († 1963)
- 1880 - Robert Stolz, compositore e direttore d'orchestra austriaco († 1975)
- 1881 - Ricardo Samper, avvocato e politico spagnolo († 1938)
- 1882 - Seán T. O'Kelly, politico irlandese († 1966)
- 1883 - Guido Corni, imprenditore italiano († 1946)
- 1883 - André Mangeot, violinista, imprenditore e docente francese († 1970)
- 1883 - Giacomo Suardo, politico italiano († 1947)
- 1883 - Christian Weber, militare tedesco († 1945)
- 1884 - Vincenzo Cecconi, politico italiano († 1951)
- 1884 - Luigi Ferrari Trecate, musicista, compositore e organista italiano († 1964)
- 1884 - James C. Morton, attore statunitense († 1942)
- 1884 - Léon Poirier, regista cinematografico e direttore teatrale francese († 1968)
- 1885 - Ottavio Bollea, generale italiano († 1954)
- 1885 - Georg Wilhelm Pabst, regista, sceneggiatore e produttore cinematografico austriaco († 1967)
- 1885 - Friedrich Wilhelm Sander, ingegnere e imprenditore tedesco († 1938)
- 1885 - Guido Ucelli, ingegnere, dirigente d'azienda e mecenate italiano († 1964)
- 1886 - Willi Worpitzky, calciatore tedesco († 1953)
- 1887 - Elof Ericsson, politico svedese († 1961)
- 1887 - Bel Ami, giornalista, commediografo e paroliere italiano († 1961)
- 1887 - Fartein Valen, compositore norvegese († 1952)
- 1888 - Anatolij Gekker, generale sovietico († 1937)
- 1888 - Guido Negri, ufficiale italiano († 1916)
- 1888 - Quirino Perfetto, sindacalista e anarchico italiano († 1950)
- 1888 - Augusto Turati, politico, dirigente sportivo e giornalista italiano († 1955)
- 1889 - Waldo Frank, scrittore statunitense († 1967)
- 1889 - Erich Petersen, generale tedesco († 1963)
- 1889 - Remy Prìncipe, violinista italiano († 1977)
- 1890 - Francesco Giberti, vescovo cattolico italiano († 1952)
- 1891 - Antonio Ciamarra, militare italiano († 1967)
- 1891 - Luigi di San Michele dei Santi, presbitero spagnolo († 1936)
- 1891 - Alberto Savinio, scrittore, pittore e drammaturgo italiano († 1952)
- 1891 - Otilio Ulate Blanco, politico costaricano († 1973)
- 1892 - Georg Asagaroff, regista, attore e sceneggiatore russo († 1957)
- 1893 - Renato Bartoccini, archeologo italiano († 1963)
- 1893 - Luigi Crisconio, pittore italiano († 1946)
- 1893 - Aurelio Marena, vescovo cattolico italiano († 1983)
- 1894 - Luigi Baffa, ingegnere italiano († 1933)
- 1894 - Krešimir Baranović, compositore e direttore d'orchestra croato († 1975)
- 1894 - Alfred Berger, pattinatore artistico su ghiaccio austriaco († 1966)
- 1894 - Nick Winter, triplista australiano († 1955)
- 1895 - Cooper Harold Langford, filosofo e logico statunitense († 1964)
- 1896 - Keizō Shibusawa, imprenditore e politico giapponese († 1963)
- 1897 - Angelo Marchi, architetto e ingegnere italiano († 1963)
- 1897 - Ernesto Rossi, politico, giornalista e antifascista italiano († 1967)
- 1898 - Latino Galasso, canottiere italiano († 1949)
- 1898 - Giovanni Battista Giorgini, imprenditore italiano († 1971)
- 1898 - Helmut Hasse, matematico tedesco († 1979)
- 1898 - Dino Lilli, architetto italiano († 1971)
- 1898 - Van Nest Polglase, scenografo statunitense († 1968)
- 1898 - Georg Rickhey, ingegnere tedesco († 1966)
- 1899 - Mordecai Gorelik, scenografo russo († 1990)
- 1899 - Alf Hansen, calciatore norvegese († 1988)
- 1899 - Paul Herman Buck, storico statunitense († 1978)
- 1899 - Giacomo Olivieri, calciatore italiano
- 1899 - Adolf Rieger, lottatore tedesco († 1956)
- 1899 - Francesco Scarsella, geologo italiano († 1977)
- 1899 - Rufino Tamayo, pittore e incisore messicano († 1991)
- 1900 - Hasan Ceka, archeologo e numismatico albanese († 1998)
- 1900 - Umberto Davide, tenore italiano († 2003)
- 1900 - Kurt von Fritz, filologo classico tedesco († 1985)
- 1900 - Hans Adolf Krebs, biochimico e medico tedesco († 1981)
- 1900 - Georges Neveux, poeta e commediografo francese († 1982)

## XX secolo(898)
- 1901 - Kjeld Abell, drammaturgo, scenografo e regista teatrale danese († 1961)
- 1901 - José L. del Valle, avvocato spagnolo († 1983)
- 1902 - Guy Butler, velocista britannico († 1981)
- 1902 - Ferenc Fehér, calciatore ungherese († 1963)
- 1902 - Werner Kopp, nuotatore e pallanuotista svizzero († 2000)
- 1902 - Albert Kusnets, lottatore estone († 1942)
- 1902 - Charlotte Stevens, attrice statunitense († 1946)
- 1902 - Stefan Wolpe, compositore tedesco († 1972)
- 1902 - Marco Zanotto, calciatore italiano
- 1903 - Augusto Alvini, artista italiano († 1992)
- 1903 - Bertil Carlsson, saltatore con gli sci svedese († 1953)
- 1903 - Arpad Emrick Elo, fisico e scacchista ungherese († 1992)
- 1903 - Simone Mareuil, attrice francese († 1954)
- 1903 - Gerda Maurus, attrice austriaca († 1968)
- 1903 - Wally O'Connor, nuotatore e pallanuotista statunitense († 1950)
- 1904 - Wilhelm Abel, insegnante tedesco († 1985)
- 1904 - Luigi Geremia, calciatore italiano
- 1904 - Alice White, attrice statunitense († 1983)
- 1905 - Valentine Davies, sceneggiatore, regista e produttore cinematografico statunitense († 1961)
- 1905 - Lorenzo Gallo, calciatore italiano († 1976)
- 1905 - Maria Faustina Kowalska, religiosa polacca († 1938)
- 1905 - Jack Otterson, scenografo statunitense († 1991)
- 1905 - Jimmy Slattery, pugile statunitense († 1960)
- 1906 - Eugen Gerstenmaier, teologo e politico tedesco († 1986)
- 1906 - Sidney Jellicoe, teologo e biblista britannico († 1973)
- 1906 - Luis Pérez González, calciatore messicano († 1963)
- 1906 - Carlo Maurizio Ruspoli di Poggio Suasa, militare e aviatore italiano († 1947)
- 1906 - Zorè Sabbadini, calciatore italiano († 2001)
- 1906 - Luigi Sarullo, storico dell'arte italiano († 1972)
- 1906 - Antonio Seghezzi, presbitero e partigiano italiano († 1945)
- 1906 - Vasco Segoni, calciatore italiano
- 1907 - Andrea Gadaldi, dirigente sportivo, allenatore di calcio e calciatore italiano († 1993)
- 1907 - Josef Håkestad, calciatore norvegese († 1977)
- 1907 - Labib Mahmoud, calciatore egiziano
- 1908 - Luise Brunner, militare tedesca († 1977)
- 1908 - Walter Burke, attore statunitense († 1984)
- 1908 - Decimo Dell'Arsina, ciclista su strada italiano
- 1908 - Ray Heindorf, compositore statunitense († 1980)
- 1908 - Eduard Roschmann, militare austriaco († 1977)
- 1908 - Osvaldo Velloso de Barros, calciatore brasiliano († 1996)
- 1909 - Paul A. Baran, economista statunitense († 1964)
- 1909 - Alberto Ghilardi, pistard e ciclista su strada italiano († 1971)
- 1909 - Eileen Hiscock, velocista britannica († 1958)
- 1909 - Ruby Keeler, attrice e cantante statunitense († 1993)
- 1909 - Michael Rennie, attore britannico († 1971)
- 1910 - Pierre Musy, bobbista svizzero († 1990)
- 1910 - Dorothea Tanning, pittrice, poetessa e scrittrice statunitense († 2012)
- 1911 - Armando Boetto, aviatore e ufficiale italiano († 1941)
- 1911 - Vivi-Anne Hultén, pattinatrice artistica su ghiaccio svedese († 2003)
- 1911 - André Leroi-Gourhan, etnologo, archeologo e antropologo francese († 1986)
- 1911 - Marty Reiter, cestista statunitense († 1986)
- 1911 - Hans Schulze, pallanuotista tedesco († 1992)
- 1911 - Võ Nguyên Giáp, generale, politico e scrittore vietnamita († 2013)
- 1912 - Herbert Floss, militare tedesco († 1943)
- 1912 - Erich Honecker, politico tedesco († 1994)
- 1912 - Sisowath Monipong, politico cambogiano († 1956)
- 1913 - Don DeFore, attore statunitense († 1993)
- 1913 - Giorgio Giusti, imprenditore, pilota automobilistico e pittore italiano († 1992)
- 1913 - Walt Kelly, fumettista e animatore statunitense († 1973)
- 1914 - Ermelindo D'Agostini, calciatore italiano
- 1914 - Félix Huete, calciatore spagnolo († 2000)
- 1914 - Willard Swihart, cestista statunitense († 1999)
- 1914 - Fermín Trueba, ciclista su strada spagnolo († 2007)
- 1915 - Georg von Boeselager, militare tedesco († 1944)
- 1915 - James Tiptree Jr., autrice di fantascienza statunitense († 1987)
- 1915 - Walter Trampler, musicista e insegnante tedesco († 1997)
- 1916 - Francesco Capocasale, allenatore di calcio e calciatore italiano († 1998)
- 1916 - Van Johnson, attore, ballerino e cantante statunitense († 2008)
- 1916 - Nikolaj Morozov, allenatore di calcio e calciatore sovietico († 1981)
- 1916 - Frederick Chapman Robbins, medico e biologo statunitense († 2003)
- 1916 - Daniel Sande, schermidore argentino
- 1917 - Abraham Charité, sollevatore olandese († 1991)
- 1917 - Marcello Conversi, fisico e informatico italiano († 1988)
- 1917 - Ion Diaconescu, politico rumeno († 2011)
- 1917 - Julija Abramovna Dobrovol'skaja, slavista, traduttrice e lessicografa russa († 2016)
- 1917 - Mel Ferrer, attore, regista e produttore cinematografico statunitense († 2008)
- 1917 - Toivo Ilomäki, militare finlandese († 1965)
- 1917 - Tichon Nikolaevič Kulikovskij, principe russo († 1993)
- 1917 - Lisbeth Movin, attrice danese († 2011)
- 1917 - Vera Rjabuškina, cestista sovietica († 1996)
- 1918 - Leonard Bernstein, direttore d'orchestra, compositore e pianista statunitense († 1990)
- 1918 - Antonino De Stefano, giurista e magistrato italiano († 1985)
- 1918 - Richard Greene, attore inglese († 1985)
- 1918 - Marlene Neubauer-Woerner, scultrice tedesca († 2010)
- 1918 - Walter Petron, calciatore italiano († 1945)
- 1918 - William B. Rosson, generale statunitense († 2004)
- 1919 - Ernst Barkmann, militare tedesco († 2009)
- 1919 - George Wallace, politico statunitense († 1998)
- 1920 - Gustavo De Meo, politico italiano († 2010)
- 1920 - Leonard Gaskin, contrabbassista statunitense († 2009)
- 1920 - Vytautas Kulakauskas, cestista sovietico († 2000)
- 1920 - Ali Yata, attivista e politico marocchino († 1997)
- 1921 - Enrico Alba, politico italiano († 2012)
- 1921 - Nicola Gambino, presbitero e storico italiano († 2000)
- 1921 - Monty Hall, conduttore televisivo e produttore televisivo canadese († 2017)
- 1921 - Henry Henriksen, calciatore norvegese († 1984)
- 1921 - Francesco Maiore, militare e aviatore italiano († 1942)
- 1921 - Brian Moore, scrittore britannico († 1999)
- 1921 - Daniel Oduber Quirós, politico costaricano († 1991)
- 1921 - Giacomo Sedati, politico e avvocato italiano († 1984)
- 1921 - Paulos Tzadua, cardinale e arcivescovo cattolico etiope († 2003)
- 1922 - Salvatore Contino, pittore italiano († 2008)
- 1922 - Ivry Gitlis, violinista, attore e filosofo israeliano († 2020)
- 1922 - Luigi Mengoni, giurista italiano († 2001)
- 1922 - Lajos Tóth, militare e aviatore ungherese († 1951)
- 1922 - Adelina Vaccaro, cestista italiana († 2007)
- 1923 - Bruno Bruni, partigiano italiano († 1944)
- 1923 - Dee Gibson, cestista statunitense († 2003)
- 1923 - Lorenzo Menichino, politico italiano († 1989)
- 1923 - Álvaro Mutis, scrittore e poeta colombiano († 2013)
- 1923 - Reima Pietilä, architetto finlandese († 1993)
- 1923 - Manlio Presel, calciatore italiano († 2008)
- 1923 - Fernando Távora, architetto portoghese († 2005)
- 1924 - Sergio Bergonzelli, attore, regista e sceneggiatore italiano († 2002)
- 1924 - Allan Edwall, attore, regista e cantante svedese († 1997)
- 1924 - Antonio Imbelloni, allenatore di calcio e calciatore argentino
- 1924 - Zsuzsa Körmöczy, tennista ungherese († 2006)
- 1924 - Yasuzō Masumura, regista e sceneggiatore giapponese († 1986)
- 1925 - John Briley, sceneggiatore statunitense († 2019)
- 1925 - Stepas Butautas, cestista e allenatore di pallacanestro sovietico († 2001)
- 1925 - Don Eagle, wrestler e pugile canadese († 1966)
- 1925 - Bob Hahn, cestista statunitense († 2009)
- 1925 - Giacomo Rossi Stuart, attore italiano († 1994)
- 1925 - Hasan di Tiro, attivista e politico indonesiano († 2010)
- 1926 - Maria Grazia Siliato, storica e archeologa italiana († 2018)
- 1927 - Azalea Cobelli, cestista italiana († 1986)
- 1927 - René Coicaud, schermidore francese († 2000)
- 1927 - Althea Gibson, tennista statunitense († 2003)
- 1927 - Liselott Linsenhoff, cavallerizza tedesca († 1999)
- 1927 - Tommaso Rossi, politico italiano († 2012)
- 1927 - Zilda Ulbrich Schützer, cestista e pallavolista brasiliana († 2014)
- 1927 - Kiki Urbani, ballerina e showgirl italiana († 1976)
- 1928 - Ede Komáromi, cestista e allenatore di pallacanestro ungherese († 2006)
- 1928 - Herbert Kroemer, fisico tedesco († 2024)
- 1928 - Marc Perruchoud, calciatore svizzero († 2007)
- 1928 - Bob Roper, cestista statunitense († 2008)
- 1928 - Piero Simondo, pittore italiano († 2020)
- 1928 - Maria Tarditi, scrittrice italiana († 2017)
- 1929 - Pietro Biagioli, calciatore e allenatore di calcio italiano († 2017)
- 1929 - Dominique Fernandez, scrittore francese
- 1929 - Viktor Mar'enko, allenatore di calcio e calciatore sovietico († 2007)
- 1929 - Luigi Rossi, giornalista, scrittore e critico musicale italiano († 1999)
- 1930 - Baldur Ragnarsson, scrittore e esperantista islandese († 2018)
- 1930 - Sean Connery, attore e produttore cinematografico scozzese († 2020)
- 1930 - Georgij Nikolaevič Danelija, attore, regista e sceneggiatore sovietico († 2019)
- 1930 - Graham Jarvis, attore statunitense († 2003)
- 1930 - Galina Stepina, cestista sovietica († 2013)
- 1930 - Crispin Tickell, diplomatico e ambientalista britannico († 2022)
- 1930 - Isaac Walthour, cestista statunitense († 1977)
- 1931 - Cecil D. Andrus, politico statunitense († 2017)
- 1931 - Hal Fishman, giornalista e conduttore televisivo statunitense († 2007)
- 1931 - Peter Gilmore, attore inglese († 2013)
- 1931 - Karl Jarosch, ex calciatore austriaco
- 1931 - Franco Morganti, saggista italiano († 2020)
- 1931 - Regis Philbin, conduttore televisivo, comico e cantante statunitense († 2020)
- 1932 - Luciano Alberti, bobbista e hockeista su ghiaccio italiano († 2021)
- 1932 - Alexander Arnz, regista tedesco († 2004)
- 1932 - Natal'ja Dončenko, pattinatrice di velocità su ghiaccio sovietica († 2022)
- 1932 - Tomohiko Ikoma, calciatore giapponese († 2009)
- 1933 - Franco Angioni, generale e politico italiano
- 1933 - Pedro Cubilla, calciatore uruguaiano († 2007)
- 1933 - Roberto De Simone, regista teatrale, compositore e musicologo italiano († 2025)
- 1933 - István Gaál, regista e sceneggiatore ungherese († 2007)
- 1933 - Henry Kolowrat, schermidore statunitense († 2021)
- 1933 - Diana Norman, scrittrice britannica († 2011)
- 1933 - Wayne Shorter, sassofonista, musicista e compositore statunitense († 2023)
- 1933 - Tom Skerritt, attore statunitense
- 1934 - Italo Antico, scultore, designer e insegnante italiano
- 1934 - Zilda Arns, attivista, medico e missionaria brasiliana († 2010)
- 1934 - Elio Gioanola, italianista e scrittore italiano
- 1934 - Roberto Lavagnini, politico italiano († 2008)
- 1934 - Piotr Lenartowicz, filosofo e medico polacco († 2012)
- 1934 - Ali Akbar Hashemi Rafsanjani, politico e militare iraniano († 2017)
- 1935 - Angelo Bertuolo, ex calciatore italiano
- 1935 - Lando Buzzanca, attore e cantante italiano († 2022)
- 1935 - Orazio Ciancio, agronomo italiano
- 1935 - Giuseppe Ghilarducci, presbitero e archivista italiano († 2019)
- 1935 - Stanko Mrduljaš, ex calciatore jugoslavo
- 1935 - Benigno Luigi Papa, arcivescovo cattolico italiano († 2023)
- 1935 - Charles Wright, poeta e traduttore statunitense
- 1936 - Luigi Castagnola, politico italiano
- 1936 - Bobby Harrop, allenatore di calcio e calciatore inglese († 2007)
- 1936 - Carolyn Hart, scrittrice statunitense
- 1936 - Hugh Hudson, regista britannico († 2023)
- 1936 - Pier Giusto Jaeger, avvocato e storico italiano († 2008)
- 1937 - Virginia Euwer Wolff, scrittrice statunitense
- 1937 - Jürgen Rose, scenografo, costumista e regista teatrale tedesco
- 1937 - Lones Wigger, tiratore a segno statunitense († 2017)
- 1938 - Mario Biasci, politico e ingegnere italiano († 2015)
- 1938 - David Canary, attore statunitense († 2015)
- 1938 - Frederick Forsyth, scrittore e giornalista britannico († 2025)
- 1938 - Bartolomeo Gatto, pittore e scultore italiano († 2021)
- 1938 - Antonio Livi, teologo e filosofo italiano († 2020)
- 1938 - Margaret Maron, scrittrice statunitense († 2021)
- 1938 - Boris Michajlov, artista e fotografo ucraino
- 1939 - John Badham, regista, produttore cinematografico e produttore televisivo britannico
- 1939 - John Bardon, attore inglese († 2014)
- 1939 - Marshall Brickman, sceneggiatore e regista statunitense († 2024)
- 1939 - Vanna Busoni, attrice e doppiatrice italiana
- 1939 - Chris Dickerson, culturista statunitense († 2021)
- 1939 - Umberto Laffi, storico e epigrafista italiano
- 1939 - Alex Orban, schermidore statunitense († 2021)
- 1939 - Gianni Turillazzi, fotografo italiano († 2012)
- 1940 - Maurizio Cavazzoni, allenatore di calcio e ex calciatore italiano
- 1940 - José van Dam, basso-baritono belga
- 1940 - Maria Giovanna Elmi, annunciatrice televisiva, conduttrice televisiva e cantante italiana
- 1940 - Wilhelm von Homburg, attore, pugile e wrestler tedesco († 2004)
- 1940 - Takashi Masuda, ex cestista giapponese
- 1941 - Paolo Battistuzzi, politico italiano († 1998)
- 1941 - Mario Corso, calciatore e allenatore di calcio italiano († 2020)
- 1941 - Beppe Costa, poeta, scrittore e editore italiano
- 1941 - Angelo Domenghini, ex calciatore e allenatore di calcio italiano
- 1941 - Harry Gruyaert, fotografo belga
- 1941 - Pier Luigi Meciani, allenatore di calcio, dirigente sportivo e calciatore italiano († 2013)
- 1941 - Ludwig Müller, calciatore tedesco († 2021)
- 1941 - Holger Bech Nielsen, fisico danese
- 1941 - Claudio Pribaz, ex calciatore italiano
- 1942 - Aida Accolla, ballerina italiana
- 1942 - Margarita Terechova, attrice sovietica
- 1942 - Aldo Bulzoni, politico italiano
- 1942 - Nathan Deal, politico statunitense
- 1942 - Will Frazier, cestista statunitense († 2018)
- 1942 - Ivan Koloff, wrestler canadese († 2017)
- 1942 - Margaret Murdock, ex tiratrice a segno statunitense
- 1942 - Paolo Petroni, scrittore italiano
- 1943 - Tjoeij Lin Alienilin, arciera indonesiana
- 1943 - Michael Denton, biochimico australiano
- 1943 - Spartaco Dini, pilota automobilistico italiano († 2019)
- 1943 - Niles Eldredge, paleontologo statunitense
- 1943 - Bill Holm, scrittore, poeta e docente statunitense († 2009)
- 1943 - Serena Vergano, attrice italiana
- 1943 - Antonio Manca, giornalista, scrittore e dirigente pubblico italiano († 1997)
- 1943 - Harry Manfredini, compositore statunitense
- 1943 - Jean-Louis Maubant, critico d'arte francese († 2010)
- 1943 - Adriana Poli Bortone, politica italiana
- 1943 - Peque Gallaga, regista filippino († 2020)
- 1944 - Conrad Black, editore, scrittore e politico britannico
- 1944 - Vincenzo Silvano Casulli, astronomo italiano († 2018)
- 1944 - Frei Betto, teologo e scrittore brasiliano
- 1944 - Anthony Heald, attore statunitense
- 1944 - Eduardo Herrera, ex calciatore cileno
- 1944 - Pat Martino, chitarrista e compositore statunitense († 2021)
- 1944 - Sergej Aleksandrovič Solov'ëv, regista e sceneggiatore russo († 2021)
- 1944 - José Urruzmendi, ex calciatore uruguaiano
- 1945 - Ron Barber, politico statunitense
- 1945 - Guido Borghi, imprenditore e dirigente sportivo italiano
- 1945 - William B. Helmreich, saggista e docente statunitense († 2020)
- 1945 - Carlo Moiso, psicologo, medico e psicoterapeuta italiano († 2008)
- 1945 - Bobby Shane, wrestler statunitense († 1975)
- 1945 - Ippazio Stefano, politico italiano
- 1946 - Rollie Fingers, ex giocatore di baseball statunitense
- 1946 - Mary Lois Finley, ex cestista statunitense
- 1946 - Nadia Fusini, scrittrice, anglista e traduttrice italiana
- 1946 - Julián Ganzábal, ex tennista argentino
- 1946 - Giacomo La Rosa, ex calciatore italiano
- 1946 - Larry LaRocco, politico statunitense
- 1946 - Francesco Pio Marcoccia, politico e architetto italiano
- 1946 - Charlie Sanders, giocatore di football americano statunitense († 2015)
- 1947 - Sandro Bartoccioni, cardiochirurgo italiano († 2006)
- 1947 - Zvi Inbar, ex cestista israeliano
- 1947 - Michael William Kaluta, fumettista statunitense
- 1947 - Mink Stole, attrice statunitense
- 1947 - Keith Tippett, tastierista e compositore britannico († 2020)
- 1947 - Gianfranco Zeli, allenatore di calcio e ex calciatore italiano
- 1948 - Angelo Bottino, politico italiano
- 1948 - Tommaso Di Francesco, poeta, giornalista e scrittore italiano
- 1948 - Manfred Jakober, ex sciatore alpino svizzero
- 1948 - Alain Peltier, pilota automobilistico belga († 2005)
- 1948 - Tony Ramos, attore e conduttore televisivo brasiliano
- 1948 - Guy Sibille, ex ciclista su strada francese
- 1948 - Pirro Vaso, architetto albanese
- 1949 - Martin Amis, scrittore, saggista e sceneggiatore britannico († 2023)
- 1949 - Christian Delachet, ex calciatore francese
- 1949 - Diómedes Antonio Espinal de León, vescovo cattolico dominicano
- 1949 - Salif Keïta, cantante maliano
- 1949 - Fariborz Lachini, compositore iraniano
- 1949 - Reinhold Mack, produttore discografico tedesco
- 1949 - Henry Paul, cantante e chitarrista statunitense
- 1949 - John Savage, attore statunitense
- 1949 - Gene Simmons, bassista, cantante e produttore discografico israeliano
- 1949 - Christine Wagner, ex cestista tedesca
- 1950 - Giovanni Battezzato, attore e doppiatore italiano († 2022)
- 1950 - Willy DeVille, musicista e cantautore statunitense († 2009)
- 1950 - Charles Fambrough, bassista, compositore e produttore discografico statunitense († 2011)
- 1950 - Francesco Foti, avvocato e personaggio televisivo italiano
- 1950 - Jill Hammond, ex cestista australiana
- 1950 - Jean-Luc Molinéris, ex ciclista su strada francese
- 1950 - Mario Pedone, attore italiano († 2009)
- 1951 - Giuliana Carlino, politica italiana
- 1951 - Rino Fisichella, arcivescovo cattolico e teologo italiano
- 1951 - Rob Halford, cantante britannico
- 1951 - James Warren, bassista e cantautore britannico
- 1952 - Gurban Berdiýew, allenatore di calcio, dirigente sportivo e ex calciatore sovietico
- 1952 - Geoff Downes, tastierista e produttore discografico britannico
- 1952 - John Faso, politico statunitense
- 1952 - Hisako Furuno, ex cestista giapponese
- 1952 - Charles M. Rice, virologo statunitense
- 1952 - Daryl Samson, ex calciatore canadese
- 1952 - Ivano Strizzolo, politico italiano
- 1952 - Teburoro Tito, politico gilbertese
- 1953 - Beppe Cantarelli, compositore, cantante e arrangiatore italiano
- 1953 - Maurizio Malvestiti, vescovo cattolico italiano
- 1953 - Andre McCarter, ex cestista e allenatore di pallacanestro statunitense
- 1953 - Marco Montelatici, ex pesista italiano
- 1954 - Elvis Costello, cantautore, chitarrista e compositore britannico
- 1954 - Miron Cozma, sindacalista e politico rumeno
- 1954 - Gilbert Duclos-Lassalle, ex ciclista su strada e pistard francese
- 1954 - Mo Howard, ex cestista statunitense
- 1954 - Bruno Manser, antropologo e attivista svizzero († 2005)
- 1954 - Patrick Rémy, allenatore di calcio e ex calciatore francese
- 1954 - Maurizio Ventriglia, regista italiano
- 1954 - Desiree West, ex attrice pornografica statunitense
- 1954 - Joachim Whaley, storico e linguista inglese
- 1955 - Earl Bell, ex astista e allenatore di atletica leggera statunitense
- 1955 - John McGeoch, chitarrista britannico († 2004)
- 1956 - Augustine Obiora Akubeze, arcivescovo cattolico nigeriano
- 1956 - Paulo Autuori, allenatore di calcio e dirigente sportivo brasiliano
- 1956 - Keith Bertschin, allenatore di calcio e ex calciatore inglese
- 1956 - Federico Danna, allenatore di pallacanestro italiano
- 1956 - Carlos Jara Saguier, allenatore di calcio e ex calciatore paraguaiano
- 1956 - Han Nolan, scrittrice statunitense
- 1956 - Takeshi Okada, ex calciatore e allenatore di calcio giapponese
- 1956 - Cinzia Sasso, giornalista italiana
- 1956 - Stig Strand, ex sciatore alpino svedese
- 1956 - Vince Taylor, ex culturista statunitense
- 1956 - Henri Toivonen, pilota di rally finlandese († 1986)
- 1957 - Christer Björkman, cantante e produttore televisivo svedese
- 1957 - Elizabeth Gardner, fisica britannica († 1988)
- 1957 - Lizardo Garrido, ex calciatore cileno
- 1957 - Simon McBurney, attore e regista britannico
- 1957 - Alessandro Pezzatini, ex marciatore italiano
- 1957 - Winston Royal, ex cestista dominicano
- 1957 - Paweł Skrzecz, ex pugile polacco
- 1957 - Tor Inge Smedås, ex calciatore norvegese
- 1957 - Alistair Spalding, direttore artistico britannico
- 1957 - Paul Stănescu, politico romeno
- 1957 - Yao Anlian, attore cinese
- 1958 - Giandomenico Albertella, politico italiano
- 1958 - Tim Burton, regista, produttore cinematografico e sceneggiatore statunitense
- 1958 - Francesco D'Arrigo, allenatore di calcio e ex calciatore italiano
- 1958 - Pierre Délèze, ex mezzofondista svizzero
- 1958 - Fabio Gaetaniello, ex rugbista a 15 e allenatore di rugby a 15 italiano
- 1958 - Christian LeBlanc, attore statunitense
- 1958 - David William Parry, poeta, scrittore e teologo britannico
- 1958 - Chris Priestley, scrittore inglese
- 1958 - Enrico Rossi, politico italiano
- 1959 - Franco Chioccioli, ex ciclista su strada e dirigente sportivo italiano
- 1959 - Claudio Corradino, politico italiano
- 1959 - Elizabeth Esty, politica statunitense
- 1959 - Ian Falconer, scrittore, illustratore e designer statunitense († 2023)
- 1959 - Giuseppe Lanzoni, dirigente sportivo e ex ciclista su strada italiano
- 1959 - Curt Marsh, ex giocatore di football americano statunitense
- 1959 - Bernardo de Rezende, ex pallavolista e allenatore di pallavolo brasiliano
- 1959 - Michel Valke, ex calciatore olandese
- 1959 - Sönke Wortmann, regista tedesco
- 1960 - Lee Archambault, ex astronauta statunitense
- 1960 - Maurizio Baradello, politico italiano († 2017)
- 1960 - Steve Binns, ex mezzofondista britannico
- 1960 - Susan Brooks, politica e magistrato statunitense
- 1960 - Ashley Crow, attrice statunitense
- 1960 - José Raúl Delgado, giocatore di baseball cubano
- 1960 - Mili Hadžiabdić, ex calciatore bosniaco
- 1960 - Jonas Gahr Støre, politico e ex militare norvegese
- 1960 - Velasco Vitali, artista, pittore e scultore italiano
- 1960 - Georg Zellhofer, dirigente sportivo, allenatore di calcio e ex calciatore austriaco
- 1961 - Oleg Bož'ev, ex pattinatore di velocità su ghiaccio sovietico
- 1961 - Francisco Conesa Ferrer, vescovo cattolico spagnolo
- 1961 - Billy Ray Cyrus, cantautore e attore statunitense
- 1961 - Ian Edmunds, ex canottiere australiano
- 1961 - Urs Fehlmann, bobbista svizzero
- 1961 - Yutaka Ikeuchi, allenatore di calcio e ex calciatore giapponese
- 1961 - Jóannes Jakobsen, ex calciatore faroese
- 1961 - Gerd Kafka, pilota motociclistico austriaco
- 1961 - Carlos Muñoz Cobo, ex calciatore spagnolo
- 1961 - Hannes Obermair, storico italiano
- 1961 - Francesco Scoma, politico italiano
- 1961 - Tuija Vuoksiala, ex biatleta finlandese
- 1961 - Ally Walker, attrice statunitense
- 1961 - Joanne Whalley, attrice e cantante britannica
- 1961 - Eric Willaarts, ex calciatore olandese
- 1962 - Theresa Andrews, ex nuotatrice statunitense
- 1962 - Tommy Blacha, sceneggiatore statunitense
- 1962 - Māris Bružiks, ex triplista lettone
- 1962 - Vivian Campbell, chitarrista britannico
- 1962 - Romano Galvani, ex calciatore italiano
- 1962 - Alexander Graf, scacchista tedesco
- 1962 - Marienetta Jirkowsky, attivista tedesca († 1980)
- 1962 - Victor Löw, attore olandese
- 1962 - Taslima Nasreen, scrittrice bangladese
- 1962 - Rusty Schwimmer, attrice statunitense
- 1962 - Ana Wagener, attrice spagnola
- 1962 - Michael Zorc, ex calciatore e dirigente sportivo tedesco
- 1963 - Pierre-Yves Borgeaud, regista e giornalista svizzero
- 1963 - Miro Cerar, giurista e politico sloveno
- 1963 - Yahiya Doumbia, ex tennista senegalese
- 1963 - Kornelija Kvesić, ex cestista jugoslava
- 1963 - Pierdomenico Martino, politico italiano
- 1963 - Roberto Mussi, ex calciatore italiano
- 1963 - Avi Ran, calciatore israeliano († 1987)
- 1963 - Shock G, rapper e produttore discografico statunitense († 2021)
- 1963 - Ermidelio Urrutia, giocatore di baseball cubano
- 1963 - Aaron Zigman, compositore, musicista e cantautore statunitense
- 1964 - Joseph Arshad, arcivescovo cattolico pakistano
- 1964 - Carlos Alberto Bianchezi, ex calciatore brasiliano
- 1964 - Tim Burchett, politico statunitense
- 1964 - Pier Federico Caliari, architetto e scrittore italiano
- 1964 - Saverio Guerra, attore statunitense
- 1964 - Maksim Koncevič, matematico russo
- 1964 - Vasileios Kotrōnias, scacchista greco
- 1964 - Marti Noxon, sceneggiatrice, regista e produttrice televisiva statunitense
- 1964 - Angelo Porazzi, ex giocatore di football americano e autore di giochi italiano
- 1964 - Blair Underwood, attore statunitense
- 1964 - Eerie Von, batterista e bassista statunitense
- 1964 - Gary West, ex calciatore inglese
- 1965 - Cornelius Bennett, ex giocatore di football americano statunitense
- 1965 - Frane Bućan, ex calciatore croato
- 1965 - Tim Cain, autore di videogiochi e youtuber statunitense
- 1965 - Marco Clementi, storico italiano
- 1965 - Nigel Durham, batterista britannico
- 1965 - Andrew Feustel, ex astronauta e geofisico statunitense
- 1965 - Kathleen Horvath, ex tennista statunitense
- 1965 - Christina Riegel, ex pattinatrice artistica su ghiaccio tedesca
- 1965 - Dragan Talajić, allenatore di calcio e ex calciatore croato
- 1965 - David Taylor, allenatore di calcio e ex calciatore britannico
- 1965 - Patrick Thomassen, ex giocatore di calcio a 5 olandese
- 1965 - Mia Zapata, cantante e musicista statunitense († 1993)
- 1966 - Agostino Abbagnale, ex canottiere italiano
- 1966 - Roberta Agostini, politica italiana
- 1966 - Michael Cohen, avvocato statunitense
- 1966 - Julia Davis, attrice e sceneggiatrice britannica
- 1966 - Caroline Kuhlman, ex tennista statunitense
- 1966 - Robert Maschio, attore statunitense
- 1966 - Tracy-Ann Oberman, attrice britannica
- 1966 - Terminator X, musicista statunitense
- 1966 - Derek Sherinian, tastierista e produttore discografico statunitense
- 1967 - Ornella Bertorotta, politica italiana
- 1967 - Antonello Carbone, giornalista e scrittore italiano
- 1967 - Giuseppe Compagno, allenatore di calcio e ex calciatore italiano
- 1967 - Manuel António Couto Guimarães, ex calciatore portoghese
- 1967 - Tony Dawson, ex cestista statunitense
- 1967 - Nobuyuki Hiyama, doppiatore giapponese
- 1967 - Tom Hollander, attore britannico
- 1967 - Jon Husted, politico statunitense
- 1967 - Rocco Iannelli, militare italiano
- 1967 - Mireya Luis, dirigente sportiva e ex pallavolista cubana
- 1967 - Xavier Niel, imprenditore francese
- 1967 - Giovanni Perricelli, ex marciatore italiano
- 1967 - Claudio Pistolesi, ex tennista e allenatore di tennis italiano
- 1967 - Laura Schaap, ex cestista olandese
- 1967 - Jeff Tweedy, cantante, compositore e chitarrista statunitense
- 1967 - Nicola Zaccheo, dirigente pubblico e dirigente d'azienda italiano
- 1967 - Thomas Zander, lottatore tedesco
- 1968 - Rolf Aldag, dirigente sportivo, ex ciclista su strada e pistard tedesco
- 1968 - Andrea Andreozzi, vescovo cattolico italiano
- 1968 - David Alan Basche, attore statunitense
- 1968 - Luca Cassol, attore, personaggio televisivo e conduttore radiofonico italiano
- 1968 - Gianluca Castaldini, ex cestista italiano
- 1968 - Raz Degan, attore, regista e personaggio televisivo israeliano
- 1968 - Csilla Földi, ex sollevatrice ungherese
- 1968 - Todd Hido, fotografo statunitense
- 1968 - Stuart Murdoch, cantautore e musicista britannico
- 1969 - Nicola Ciracì, politico italiano
- 1969 - Paula Cooper, criminale statunitense († 2015)
- 1969 - Francesca Donato, politica italiana
- 1969 - Paul Fenwick, ex calciatore canadese
- 1969 - Jamie Gold, giocatore di poker statunitense
- 1969 - Elly Hakami, ex tennista statunitense
- 1969 - Cameron Mathison, attore canadese
- 1969 - Alessandro Pozzi, ex ciclista su strada italiano
- 1969 - Rachel Shelley, attrice britannica
- 1969 - Carlo Villano, vescovo cattolico italiano
- 1970 - Alexander Bade, allenatore di calcio e ex calciatore tedesco
- 1970 - Andrea Bianchi, ex calciatore italiano
- 1970 - Davide Campofranco, ex calciatore italiano
- 1970 - Selçuk Ernak, allenatore di pallacanestro turco
- 1970 - Debbie Graham, ex tennista statunitense
- 1970 - Hao Haidong, ex calciatore cinese
- 1970 - Robert Horry, ex cestista statunitense
- 1970 - Aaron Jeffery, attore neozelandese
- 1970 - Jo Dee Messina, cantante statunitense
- 1970 - Zanda Redāla, ex cestista lettone
- 1970 - Claudia Schiffer, supermodella, attrice e produttrice cinematografica tedesca
- 1970 - Gianluca Tucci, allenatore di pallacanestro italiano
- 1970 - Sergio Vega, bassista statunitense
- 1970 - Ronald Waterreus, ex calciatore olandese
- 1971 - Martín Conde, ex giocatore di beach volley argentino
- 1971 - Crash Holly, wrestler statunitense († 2003)
- 1971 - Pëtr Ivaška, ex biatleta bielorusso
- 1971 - Guillermo Jordan, arciere boliviano
- 1971 - Wilfrid Montilas, allenatore di calcio e ex calciatore haitiano
- 1971 - Peter Oldring, attore canadese
- 1971 - Nathan Page, attore australiano
- 1971 - David Vendetta, disc jockey e produttore discografico francese
- 1971 - John Parco, allenatore di hockey su ghiaccio e ex hockeista su ghiaccio canadese
- 1971 - Claire Rushbrook, attrice britannica
- 1971 - Francisco Javier Sánchez Broto, imprenditore e ex calciatore spagnolo
- 1971 - Gilberto Simoni, ex ciclista su strada e mountain biker italiano
- 1971 - Glenn Ståhl, allenatore di calcio e ex calciatore svedese
- 1971 - Fernanda Takai, cantante, musicista e scrittrice brasiliana
- 1971 - Joby Talbot, compositore britannico
- 1971 - Vazha Tarkhnishvili, ex calciatore georgiano
- 1972 - Nikolaj Arcel, regista e sceneggiatore danese
- 1972 - Jessica Boevers, attrice statunitense
- 1972 - Federico Bonaglia, economista e scrittore italiano
- 1972 - Jorge Braz, allenatore di calcio a 5 e ex calciatore portoghese
- 1972 - Rihards Butkus, calciatore lettone († 2021)
- 1972 - Miguel Ángel Castillo, ex calciatore cileno
- 1972 - Federico Conte, politico italiano
- 1972 - Wilfried Delbroek, ex calciatore belga
- 1972 - Tony Dumas, ex cestista statunitense
- 1972 - Gülben Ergen, cantante turca
- 1972 - Catarina Furtado, conduttrice televisiva e attrice portoghese
- 1972 - Elmarie Gerryts, ex astista sudafricana
- 1972 - Marvin Harrison, ex giocatore di football americano statunitense
- 1972 - Siniša Mali, economista e politico serbo
- 1972 - Steve Mifsud, giocatore di snooker australiano
- 1972 - Raul Ruiz, politico e medico statunitense
- 1972 - Davide Sanguinetti, allenatore di tennis e ex tennista italiano
- 1972 - Pierpaolo Sileri, politico italiano
- 1972 - Aleksandr Širšov, ex schermidore russo
- 1972 - Róbert Tomaschek, ex calciatore slovacco
- 1972 - Joe Wright, regista e produttore cinematografico britannico
- 1972 - Amarildo Zela, allenatore di calcio e ex calciatore albanese
- 1973 - Rossella Acerbo, doppiatrice, direttrice del doppiaggio e dialoghista italiana
- 1973 - Fatih Akın, regista, sceneggiatore e produttore cinematografico tedesco
- 1973 - Francesco Cannito, regista italiano
- 1973 - Ben Falcone, attore e regista statunitense
- 1973 - Hayko, cantante, cantautore e musicista armeno († 2021)
- 1973 - Andre Johnson, ex giocatore di football americano statunitense
- 1973 - Martin Kušev, allenatore di calcio e ex calciatore bulgaro
- 1973 - Ryūji Michiki, ex calciatore giapponese
- 1973 - Lee Robertson, ex calciatore scozzese
- 1973 - Gianluca Rocchi, ex arbitro di calcio italiano
- 1973 - Roar Uthaug, regista norvegese
- 1974 - Simone Bertoletti, ex ciclista su strada e dirigente sportivo italiano
- 1974 - Francesco Saverio Caruso, attivista, sindacalista e politico italiano
- 1974 - Barry Cowan, ex tennista britannico
- 1974 - Valerio De Cesaris, storico e saggista italiano
- 1974 - Mark Geiger, ex arbitro di calcio statunitense
- 1974 - Giancarlo Dias Dantas, ex calciatore brasiliano
- 1974 - Eric Millegan, attore statunitense
- 1974 - Matteo Nana, ex sciatore alpino italiano
- 1974 - Violeta Riaubiškytė, cantante lituana
- 1974 - Elmir Xankişiyev, ex calciatore azero
- 1974 - Motohiro Yoshida, allenatore di calcio e ex calciatore giapponese
- 1975 - Sergio Galarza, ex calciatore boliviano
- 1975 - Hans Fróði Hansen, allenatore di calcio e ex calciatore faroese
- 1975 - Ivan Jurić, allenatore di calcio e ex calciatore croato
- 1975 - Rene Mlekuž, ex sciatore alpino sloveno
- 1975 - Petria Thomas, ex nuotatrice australiana
- 1976 - Haidar Abdul-Jabar, ex calciatore iracheno
- 1976 - Koji Arimura, ex calciatore giapponese
- 1976 - Chantal Beltman, ex ciclista su strada olandese
- 1976 - Fabijan Cipot, ex calciatore sloveno
- 1976 - Jan Delay, rapper, cantautore e produttore discografico tedesco
- 1976 - Pedro Feliciano, giocatore di baseball portoricano († 2021)
- 1976 - Cornell Green, ex giocatore di football americano statunitense
- 1976 - Luis Guifarro, calciatore honduregno
- 1976 - Damon Jones, ex cestista e allenatore di pallacanestro statunitense
- 1976 - Tomáš Kuchař, ex calciatore ceco
- 1976 - Céline Lebrun, ex judoka francese
- 1976 - Sam Mackinnon, ex cestista australiano
- 1976 - Damjan Ošlaj, ex calciatore sloveno
- 1976 - Fabio Rondanini, polistrumentista, compositore e arrangiatore italiano
- 1976 - Alexander Skarsgård, attore svedese
- 1976 - Serdar Topraktepe, allenatore di calcio e ex calciatore turco
- 1976 - Luca Vigiani, allenatore di calcio e ex calciatore italiano
- 1976 - Neil Winstanley, ex calciatore sudafricano
- 1977 - Masumi Asano, doppiatrice e cantante giapponese
- 1977 - Adriano Belli, ex giocatore di football americano canadese
- 1977 - Martín Hernández, ex giocatore di calcio a 5 uruguaiano
- 1977 - Mariana Limbău, ex canoista romena
- 1977 - Ramil Safarov, militare e criminale azero
- 1977 - Jonathan Togo, attore statunitense
- 1977 - Muamer Vugdalič, ex calciatore sloveno
- 1978 - Antoine Bauza, autore di giochi francese
- 1978 - Steve Chen, imprenditore e informatico taiwanese
- 1978 - Christian Maicon Hening, ex calciatore brasiliano
- 1978 - Sylvie Jacob, attrice e doppiatrice francese
- 1978 - Isaac López Pérez, ex cestista spagnolo
- 1978 - Kel Mitchell, attore statunitense
- 1978 - Antti Nikkilä, ex cestista finlandese
- 1978 - Sérgio Nogueira, ex pallavolista brasiliano
- 1978 - Cristian Oviedo, allenatore di calcio e ex calciatore costaricano
- 1979 - Hussain Al Jassmi, cantante e musicista emiratino
- 1979 - Carlos Alonso, ex calciatore nicaraguense
- 1979 - Dimităr Angelov, ex cestista e allenatore di pallacanestro bulgaro
- 1979 - Kate Box, attrice australiana
- 1979 - Jeff Campbell, ex calciatore neozelandese
- 1979 - Danny Castillo, artista marziale misto statunitense
- 1979 - Andreas Damstuen, ex sciatore alpino norvegese
- 1979 - Luke Delaney, astronauta statunitense
- 1979 - Marlon Harewood, ex calciatore inglese
- 1979 - Jeff Hume, ex sciatore alpino canadese
- 1979 - Andrew Hussie, fumettista statunitense
- 1979 - Dainius Kairelis, ex ciclista su strada lituano
- 1979 - Philipp Mißfelder, politico tedesco († 2015)
- 1979 - Vincent Moon, regista francese
- 1979 - Deanna Nolan, ex cestista statunitense
- 1979 - J.T. O'Sullivan, ex giocatore di football americano statunitense
- 1979 - Adam Port, disc jockey e produttore discografico tedesco
- 1979 - Mauro Uzzeo, fumettista e regista italiano
- 1979 - Aleksandar Vuković, allenatore di calcio e ex calciatore serbo
- 1980 - Ève Angeli, cantante francese
- 1980 - Julie Carraz-Collin, ex sciatrice nordica francese
- 1980 - Jean-Charles Monneraye, pallavolista francese
- 1980 - Ovidie, ex attrice pornografica e scrittrice francese
- 1980 - Luca Percassi, dirigente d'azienda e ex calciatore italiano
- 1980 - Amine Rzig, ex cestista e allenatore di pallacanestro tunisino
- 1981 - Rachel Bilson, attrice statunitense
- 1981 - Aleksej Bugaev, calciatore russo († 2024)
- 1981 - Per Inge Jacobsen, allenatore di calcio norvegese
- 1981 - Shiva Keshavan, slittinista indiano
- 1981 - Elena Konstantinova, ex pallavolista russa
- 1981 - Luigi Lavecchia, allenatore di calcio e ex calciatore italiano
- 1981 - Camille Pin, ex tennista francese
- 1981 - Jean-Julien Rojer, tennista olandese
- 1981 - Oussama Souaidy, ex calciatore marocchino
- 1981 - Oliver Tompsett, attore e cantante britannico
- 1981 - Alessio Villarosa, politico italiano
- 1981 - Seçkin Özdemir, attore, conduttore televisivo e conduttore radiofonico turco
- 1981 - Vladislav Šajachmetov, ex giocatore di calcio a 5 e ex calciatore russo
- 1982 - Lucia Azzolina, politica e docente italiana
- 1982 - Choi Min-kyung, ex pattinatrice di short track sudcoreana
- 1982 - Amarildo Dimo, ex calciatore albanese
- 1982 - Benjamin Diskin, attore e doppiatore statunitense
- 1982 - Jung Jae-sung, giocatore di badminton sudcoreano († 2018)
- 1982 - Alain Kohl, tuffatore lussemburghese
- 1982 - Luboš Loučka, ex calciatore ceco
- 1982 - Ntò, rapper italiano
- 1982 - Nick Schultz, ex hockeista su ghiaccio canadese
- 1982 - Paula Seguí, ex cestista spagnola
- 1982 - Matthias Steiner, ex sollevatore austriaco
- 1983 - Aleksandr Abrosimov, pallavolista russo
- 1983 - Jairo Arrieta, calciatore costaricano
- 1983 - Mehdi Bennani, pilota automobilistico marocchino
- 1983 - Giovanni Bernaudeau, ex ciclista su strada francese
- 1983 - Juan Coronado, ex cestista dominicano
- 1983 - Denis Espinoza, calciatore nicaraguense
- 1983 - Caitlin FitzGerald, attrice statunitense
- 1983 - Eduardo Gonzalo, ex ciclista su strada spagnolo
- 1983 - Rebecca Hull, arbitro di rugby a 15 e ex rugbista a 15 neozelandese
- 1983 - Pedro Jesús López Pérez de Tudela, ex calciatore spagnolo
- 1983 - Hanna Miščenko, mezzofondista ucraina
- 1983 - Pio e Amedeo, comico italiano
- 1983 - Rachel Roosevelt, ex sciatrice alpina statunitense
- 1983 - James Rossiter, ex pilota automobilistico britannico
- 1983 - Daniel Sarmiento Melián, ex pallamanista spagnolo
- 1983 - Apisai Smith, calciatore figiano
- 1983 - Diedrich Téllez, calciatore nicaraguense
- 1983 - Siniša Ubiparipović, ex calciatore bosniaco
- 1984 - Ato Blankson-Wood, attore statunitense
- 1984 - Ivan Čerenčikov, ex calciatore russo
- 1984 - Katie Rose Clarke, attrice e cantante statunitense
- 1984 - Soumbeïla Diakité, calciatore maliano
- 1984 - Leslie-Anne Huff, attrice statunitense
- 1984 - Laurențiu Marinescu, ex calciatore rumeno
- 1984 - Florian Mohr, ex calciatore tedesco
- 1984 - Yoshizumi Ogawa, allenatore di calcio e ex calciatore giapponese
- 1984 - Hendra Setiawan, giocatore di badminton indonesiano
- 1984 - Pavel Slezák, cestista ceco
- 1984 - Kenan Sofuoğlu, pilota motociclistico e politico turco
- 1984 - Katrien Vercauteren, ex cestista belga
- 1984 - Reza Yazdani, lottatore iraniano
- 1985 - Felipe Alvear, schermidore cileno
- 1985 - Kaspars Bērziņš, cestista lettone
- 1985 - Igor Burzanović, ex calciatore montenegrino
- 1985 - Marcus Böhme, pallavolista tedesco
- 1985 - Katarzyna Czubak, cestista polacca
- 1985 - Elvedin Džinič, ex calciatore sloveno
- 1985 - Lorenzo Gemmi, pallavolista italiano
- 1985 - Froz, ballerino russo
- 1985 - Sayed Mohammed Jaffer, calciatore bahreinita
- 1985 - Radmila Manojlović, cantante serba
- 1985 - Taylor Mehlhaff, giocatore di football americano statunitense
- 1985 - Yukari Nakano, ex pattinatrice artistica su ghiaccio giapponese
- 1985 - Emanuele Pozzolo, politico italiano
- 1985 - Rivaldo Barbosa de Souza, ex calciatore brasiliano
- 1985 - Dani Wilde, cantautrice e chitarrista britannica
- 1985 - Jamie Young, calciatore inglese
- 1986 - Waldemar Acosta, ex calciatore uruguaiano
- 1986 - Admir Aganović, ex calciatore bosniaco
- 1986 - Elroy Gelant, mezzofondista sudafricano
- 1986 - Anton Glazunov, cestista russo
- 1986 - Ali Hamam, calciatore libanese
- 1986 - Nermin Jamak, ex calciatore bosniaco
- 1986 - Dmitrij Jatčenko, ex calciatore russo
- 1986 - Rona Nishliu, cantante kosovara
- 1986 - Antoine Rey, calciatore svizzero
- 1986 - Sudsakorn Sor Klinmee, pugile thailandese
- 1986 - Zhao Yunlei, giocatrice di badminton cinese
- 1987 - Mousa Abu Jazar, calciatore palestinese
- 1987 - Raffaele Bianco, dirigente sportivo e ex calciatore italiano
- 1987 - Blake Lively, attrice statunitense
- 1987 - Cristian Canuhé, calciatore argentino
- 1987 - Attila Decker, pallanuotista ungherese
- 1987 - Fakhruddin d'Egitto, principe egiziano
- 1987 - Katie Hill, politica statunitense
- 1987 - V"jačeslav Kravcov, cestista ucraino
- 1987 - Wesley Lautoa, ex calciatore francese
- 1987 - Liu Yifei, attrice, modella e cantante cinese
- 1987 - Amy Macdonald, cantautrice britannica
- 1987 - Marin Oršulić, allenatore di calcio e ex calciatore croato
- 1987 - Chloe Pirrie, attrice scozzese
- 1987 - Renny Quow, velocista trinidadiano
- 1987 - Tom Söderberg, ex calciatore svedese
- 1987 - Whitney Stevens, attrice pornografica panamense
- 1987 - Vladimir Štimac, cestista serbo
- 1987 - Luka Šulić, violoncellista sloveno
- 1987 - Benjamin Thomsen, ex sciatore alpino canadese
- 1987 - Justin Upton, giocatore di baseball statunitense
- 1987 - James Wesolowski, ex calciatore australiano
- 1987 - La Zarra, cantante canadese
- 1988 - Morgan Betorangal, ex calciatore francese
- 1988 - Alexandra Burke, cantante e attrice britannica
- 1988 - Edinaldo Gomes Pereira, calciatore brasiliano
- 1988 - Wynter Gordon, cantautrice statunitense
- 1988 - Mustafa Hadid, ex calciatore afghano
- 1988 - Dejan Karan, ex calciatore serbo
- 1988 - Laboravy Khuon, calciatore cambogiano
- 1988 - Émilie Lefel, giocatrice di badminton francese
- 1988 - Malaury Martin, ex calciatore francese
- 1988 - Mayer Mizrachi, imprenditore panamense
- 1988 - Annamaria Mazzetti, triatleta italiana
- 1988 - Moussa Maâzou, calciatore nigerino
- 1988 - Dexter McCluster, ex giocatore di football americano statunitense
- 1988 - Nikolay Moss, attore e sceneggiatore statunitense
- 1988 - Shun Nagasawa, calciatore giapponese
- 1988 - Bronson Reed, wrestler australiano
- 1988 - Greg Salas, giocatore di football americano statunitense
- 1988 - Ingvild Snildal, ex nuotatrice norvegese
- 1988 - Ingrid Tanqueray, cestista francese
- 1989 - Fahro Alihodžić, cestista bosniaco
- 1989 - Facundo Conte, pallavolista argentino
- 1989 - Igor' Gennad'evič Cvirko, danzatore russo
- 1989 - Valentina De Costanzo, schermitrice italiana
- 1989 - Kevin Jones, cestista statunitense
- 1989 - Keegan Joyce, attore australiano
- 1989 - Romario Kortzorg, ex calciatore olandese
- 1989 - Kyle Kuric, cestista statunitense
- 1989 - Nikola Malešević, cestista serbo
- 1989 - Hiram Mier, calciatore messicano
- 1989 - Dominik Nerz, ex ciclista su strada tedesco
- 1989 - Devin Searcy, ex cestista statunitense
- 1989 - Carlos Serrano, attore spagnolo
- 1989 - Ali Šabanaŭ, lottatore russo
- 1990 - Kristos Andrews, attore, produttore televisivo e regista statunitense
- 1990 - Eddy Ben Arous, rugbista a 15 francese
- 1990 - David Bustos, mezzofondista spagnolo
- 1990 - Montori Hughes, ex giocatore di football americano statunitense
- 1990 - Olivier Irabaruta, mezzofondista e maratoneta burundese
- 1990 - Sekou Kaba, ostacolista guineano
- 1990 - Eliot Lietaer, ex ciclista su strada belga
- 1990 - Deven Marrero, giocatore di baseball statunitense
- 1990 - Max Muncy, giocatore di baseball statunitense
- 1990 - Harry Nyirenda, ex calciatore malawiano
- 1990 - Jevhen Opanasenko, calciatore ucraino
- 1990 - Costantino Ricciardi, rugbista a 15 italiano
- 1990 - Salif Sané, calciatore francese
- 1990 - Carlos Serrano-Clark, attore spagnolo
- 1990 - Song Min-kyu, tennista sudcoreano
- 1990 - Sergei Starovoitov, giocatore di calcio a 5 kazako
- 1990 - Andrea Vanetti, hockeista su ghiaccio italiano
- 1990 - Aras Bulut İynemli, attore turco
- 1991 - Alok, disc jockey e produttore discografico brasiliano
- 1991 - Luke Ayling, calciatore inglese
- 1991 - Leon Edwards, artista marziale misto giamaicano
- 1991 - Tsgabu Grmay, ex ciclista su strada etiope
- 1991 - Yvan Kody, pallavolista camerunese
- 1991 - Gershon Koffie, calciatore ghanese
- 1991 - Tomáš Malinský, calciatore ceco
- 1991 - Riley McCormick, tuffatore canadese
- 1991 - Ivan Novosel'cev, ex calciatore russo
- 1992 - Alex Alves Cardoso, calciatore brasiliano
- 1992 - Carlo Canna, rugbista a 15 italiano
- 1992 - Kaytranada, disc jockey e produttore discografico canadese
- 1992 - Christian Doidge, calciatore gallese
- 1992 - Ousmane Dramé, ex calciatore francese
- 1992 - Borja Bastón, calciatore spagnolo
- 1992 - Stephanie Holthus, pallavolista statunitense
- 1992 - Jonathan Francisco Lemos, calciatore brasiliano
- 1992 - Abaz Karakaçi, calciatore albanese
- 1992 - Joe Lolley, calciatore inglese
- 1992 - Angelica Mandy, attrice britannica
- 1992 - Matteo Martini, cestista italiano
- 1992 - Shanece McKinney, cestista statunitense
- 1992 - Miyabi Natsuyaki, cantante giapponese
- 1992 - Arturo Ortiz, calciatore messicano
- 1992 - Nestor Pennacchio, pallamanista argentino
- 1992 - Costinha, calciatore portoghese
- 1992 - Marlon Prezotti, calciatore brasiliano
- 1992 - Ivy Quainoo, cantante tedesca
- 1992 - Kylie Rae, wrestler statunitense
- 1992 - Ricardo Rodríguez, calciatore svizzero
- 1992 - Franck Semou, calciatore danese
- 1992 - Paulius Sorokas, cestista lituano
- 1992 - Mike Teunissen, ciclista su strada e ciclocrossista olandese
- 1992 - Ken Tribbett, ex calciatore statunitense
- 1992 - Emily Warren, cantautrice statunitense
- 1993 - Diego Barney, giocatore di calcio a 5 colombiano
- 1993 - Walter Bou, calciatore argentino
- 1993 - Florin Croitoru, ex sollevatore rumeno
- 1993 - Büşra Develi, attrice turca
- 1993 - Terrell Harris, cestista statunitense
- 1993 - Numa Lavanchy, calciatore svizzero
- 1993 - Luis Alberto López, calciatore messicano
- 1993 - Bartosz Nowak, calciatore polacco
- 1993 - Kyle Russell, pallavolista statunitense
- 1993 - Georgia Williams, dirigente sportiva, ex ciclista su strada e pistard neozelandese
- 1994 - Madallah Al-Olayan, calciatore saudita
- 1994 - Natasha Liu Bordizzo, attrice australiana
- 1994 - Saleh Chihadeh, calciatore palestinese
- 1994 - Carolina Costa, judoka italiana
- 1994 - Paulo Díaz, calciatore cileno
- 1994 - Karyna Dzëminskaja, arciera bielorussa
- 1994 - Josh Flitter, attore statunitense
- 1994 - Eden Hason, cantautore israeliano
- 1994 - Pilar Khoury, calciatrice canadese
- 1994 - Caris LeVert, cestista statunitense
- 1994 - Amber Rolfzen, ex pallavolista statunitense
- 1994 - Kadie Rolfzen, ex pallavolista statunitense
- 1994 - Jacob Sabua, calciatore papuano
- 1995 - Luis Amarilla, calciatore paraguaiano
- 1995 - Arianna Cencig, calciatrice italiana
- 1995 - Jack Elliott, calciatore inglese
- 1995 - Ludvig Fritzson, calciatore svedese
- 1995 - Ǵorgi Stoilov, calciatore macedone
- 1995 - Rebecca Holloway, calciatrice nordirlandese
- 1995 - Zoran Josipovic, calciatore svizzero
- 1995 - Marquise Moore, cestista statunitense
- 1995 - Samir Məsimov, calciatore azero
- 1995 - Ong Seong-wu, cantante e attore sudcoreano
- 1995 - Josh Perkins, cestista statunitense
- 1995 - Mark Stewart, pistard e ciclista su strada britannico
- 1995 - Tabitha Tindell, calciatrice statunitense
- 1995 - Hedvig Wessel, sciatrice freestyle norvegese
- 1995 - Zhao Jiwei, cestista cinese
- 1995 - Jevhen Čumak, calciatore ucraino
- 1996 - Donis Avdijaj, calciatore tedesco
- 1996 - Robert Hunt, giocatore di football americano statunitense
- 1996 - Brae Ivey, cestista statunitense
- 1996 - Neta Lavi, calciatore israeliano
- 1996 - Mihlali Mayambela, calciatore sudafricano
- 1996 - Tabea Sellner, calciatrice tedesca
- 1996 - Rikiya Uehara, calciatore giapponese
- 1996 - Kiyomi Watanabe, judoka filippina
- 1996 - Patrick Whelan, cestista britannico
- 1997 - Diego Alende, calciatore spagnolo
- 1997 - Pedro Amaral, calciatore portoghese
- 1997 - Simon Buysse, cestista belga
- 1997 - Mohammadali Esteki, rugbista a 15 iraniano
- 1997 - Holly Gibbs, attrice britannica
- 1997 - Jaylinn Hawkins, giocatore di football americano statunitense
- 1997 - Jay Huff, cestista statunitense
- 1997 - Cameron Hunt, cestista statunitense
- 1997 - Osman Kakay, calciatore sierraleonese
- 1997 - Kōki Machida, calciatore giapponese
- 1997 - Maty Noyes, cantante statunitense
- 1997 - Katie Ormerod, snowboarder britannica
- 1997 - Luis Perea Hernández, calciatore spagnolo
- 1997 - Morgan Schild, sciatrice freestyle statunitense
- 1997 - Markus Thormeyer, nuotatore canadese
- 1997 - Aslan Zetterberg, giocatore di football americano svedese
- 1998 - Léo Anguenot, sciatore alpino francese
- 1998 - Ruben Apers, ciclista su strada belga
- 1998 - Sam Bone, calciatore inglese
- 1998 - Ben Cleveland, giocatore di football americano statunitense
- 1998 - Martín García, calciatore argentino
- 1998 - Christian Gomis, calciatore senegalese
- 1998 - Edgar Grigoryan, calciatore armeno
- 1998 - Carmen Haro, sciatrice alpina francese
- 1998 - Marko Johansson, calciatore svedese
- 1998 - Markell Johnson, cestista statunitense
- 1998 - Tyler Johnson, giocatore di football americano statunitense
- 1998 - Abraham Mateo, cantautore, produttore discografico e attore spagnolo
- 1998 - China Anne McClain, attrice e cantante statunitense
- 1998 - Terrell Lewis, giocatore di football americano statunitense
- 1998 - Zhang Jiankang, giocatore di snooker cinese
- 1999 - Homam Ahmed, calciatore qatariota
- 1999 - Dragoș Diculescu, cestista rumeno
- 1999 - Tom Ducrocq, calciatore francese
- 1999 - Kolbeinn Finnsson, calciatore islandese
- 1999 - Lino Schröter, giocatore di football americano tedesco
- 1999 - Fabio Valentini, cestista italiano
- 1999 - Leon Vockensperger, snowboarder tedesco
- 2000 - Laia Aleixandri, calciatrice spagnola
- 2000 - Sudais Ali Baba, calciatore nigeriano
- 2000 - Jared Butler, cestista statunitense
- 2000 - Vincenzo Cantiello, cantante italiano
- 2000 - Nicki Nicole, cantante argentina
- 2000 - Zachary Grech, calciatore maltese
- 2000 - Marcus Sander Hansen, ciclista su strada danese
- 2000 - Zyen Jones, calciatore statunitense
- 2000 - Igor Nikić, calciatore montenegrino
- 2000 - Otito Ogbonnia, giocatore di football americano statunitense
- 2000 - Ksenija Poljakova, ginnasta russa
- 2000 - Emerson Rivaldo Rodríguez, calciatore colombiano
- 2000 - Adalid Terrazas, calciatore boliviano

## XXI secolo(31)
- 2001 - Sergi Altimira, calciatore spagnolo
- 2001 - Oswin Appollis, calciatore sudafricano
- 2001 - Claire Bryant, lunghista statunitense
- 2001 - Elia Caprile, calciatore italiano
- 2001 - Sude Zülal Güler, attrice turca
- 2001 - Gonçalo Inácio, calciatore portoghese
- 2001 - Niko Janković, calciatore croato
- 2001 - Adewale Oladoye, calciatore nigeriano
- 2001 - Elias Sierra, calciatore belga
- 2001 - Tim Washe, hockeista su ghiaccio statunitense
- 2002 - Carlos Airala, calciatore argentino
- 2002 - Loveth Omoruyi, pallavolista italiana
- 2002 - Kaito Suzuki, calciatore giapponese
- 2002 - Gianmaria, cantautore italiano
- 2002 - BoyWithUke, cantante sudcoreano
- 2002 - Gerard Yepes, calciatore spagnolo
- 2003 - Nargiza Bolatova, nuotatrice artistica kazaka
- 2003 - Denis Corthay, sciatore alpino svizzero
- 2003 - Brian Gabriel Flores, calciatore portoricano
- 2003 - Iñaki Godoy, attore messicano
- 2003 - A.J. Griffin, ex cestista statunitense
- 2004 - Willy Kambwala, calciatore congolese (Repubblica Democratica del Congo)
- 2004 - Alex Michelsen, tennista statunitense
- 2004 - Rokas Pukštas, calciatore statunitense
- 2004 - Nic Scourton, giocatore di football americano statunitense
- 2004 - Wei Xiaoyuan, ginnasta cinese
- 2005 - Valentin Atangana Edoa, calciatore francese
- 2005 - Karel Pérez, calciatore cubano
- 2006 - Andrea Kimi Antonelli, pilota automobilistico italiano
- 2006 - Lennon Miller, calciatore scozzese
- 2009 - Yara Sharabi, nuotatrice artistica israeliana